# Fundación Jaume Bofill
Fundación Jaume Bofill es una entidad española fundada en Barcelona en 1969 por Josep Maria Vilaseca y Teresa Roca Formosa, en recuerdo del filósofo Jaume Bofill Bofill. La misión principal de la Fundación Jaume Bofill es favorecer el conocimiento crítico de nuestra sociedad para contribuir a su transformación, hasta lograr una sociedad más justa, donde las desigualdades hayan sido erradicadas.
La fundación está totalmente al margen de las instituciones y partidos políticos, confesiones religiosas y grupos económicos. En enero de 2000 se fusionó con la Fundación Serveis de Cultura Popular, nacida de la misma fundación en 1977. Desde julio de 2010, el director es Ismael Palacín Giner. 
Las actividades de la Fundación Jaume Bofill están financiadas en su mayor parte por la Fundación Institut PACIS, con la que comparte patronato (en concreto, recibió 1.541.694€ en 2014, un 80% del presupuesto). Otro 15% procedía de la Fundación de CaixaBank.

## Objetivos
Desde su creación, la Fundación Jaume Bofill ha orientado su actividad hacia aquellas cuestiones percibidas como clave en cada momento para la mejora de la realidad catalana.[cita requerida] Entre estas, hay que destacar la recuperación de la memoria histórica, el impulso de una sociología comprometida, el apoyo a iniciativas de cultura popular o la apuesta por una educación en valores actualizada. A lo largo de las últimas décadas, desde la Fundación Jaume Bofill se han impulsado experiencias de participación ciudadana con el objetivo de perfeccionar el funcionamiento democrático, se ha apostado por el análisis de las desigualdades sociales y se ha hecho especial atención a las características y los efectos de los movimientos migratorios recientes. 

### Educación
Desde el año 2000 la actividad de la Fundación Jaume Bofill se centra exclusivamente en el ámbito de la educación. Su actividad se concreta en diferentes formatos, entre los cuales destacan estudios, seminarios y proyectos de intervención.
En 2008, un estudio de la Fundació Jaume Bofill alertaba del aumento de las desigualdades entre escuelas públicas y privadas. El estudio analizaba los bajos resultados de los estudiantes catalanes, en especial, de los centros públicos, que acogían a los alumnos de extracción socioeconómica más baja y a los hijos de la inmigración.
En 1985 recibió la Premio Cruz de San Jorge. 